# Brongniartia cordata
Brongniartia cordata är en ärtväxtart som beskrevs av Mcvaugh. Brongniartia cordata ingår i släktet Brongniartia och familjen ärtväxter. Inga underarter finns listade i Catalogue of Life.